# Ottó magyar királyi herceg (I. István fia)
Árpád-házi Ottó (1000/1002 előtt–1002 körül) magyar királyi herceg és trónörökös. I. (Szent) István magyar király és Bajor Gizella magyar királyné legidősebb fia, aki csecsemőkorában meghalt.

## Élete
A nagy valószínűséggel I. Mátyás uralkodásának a kezdetén keletkezett, ezidáig nem ismert krónika így ír I. (Szent) Istvánról és a fiairól:
Szent Istvánt, Géza ﬁát, a magyarok első királyát, miután áttért a keresztény

hitre, az Úr 1001. évében megkoronázták. 46 évig uralkodott; több ﬁa is

volt, így Imre, Ottó és még mások is, az ő nevüket nem ismerjük, hiszen ﬁai

utód és koronázás nélkül haltak meg. Szent István király az Úr 1047. évében

hunyt el, és a fehérvári egyházban temették el, amelyet ő alapított.
Mivel feltételezhetően III. Ottó német-római császár után kapta a nevét, aki 1002-ben meghalt, így 1002 előtt vagy akörül születhetett, mint ahogy az öccse, Szent Imre az anyai nagybátyja, II. Henrik német-római császár nyomán lett Henrik, azaz magyarosan Imre, hiszen annak az uralkodásának az idején szület(het)ett.